# 1220 в Україні

## Події
- князь Луцький Мстислав Німий
- князь Дорогобужський Ізяслав Інгварович
- князь Шумський Святослав Інгварович
- князь Перемильський Ярослав Інгварович

## Особи

### Померли
- Інгвар Ярославич — князь Луцький (1180—1220), Великий князь Київський (липень 1201 — 16 січня 1202, січень 1203 — 16 лютого 1203, 1212 р.), Дорогобузький і Шумський.